# Charles Lapworth

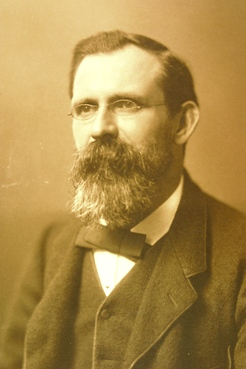
Charles Lapworth

Charles Lapworth (Faringdon (Berkshire), 20 september 1842 – Birmingham, 13 maart 1920) was een Engelse geoloog, die een belangrijke bijdrage deed aan de geologie van Schotland en de stratigrafie van het Paleozoïcum. Hij toonde aan dat door nauwkeurig onderzoek ook ingewikkelde structuren in sterk gedeformeerde gesteentelagen kunnen worden ontrafeld.

## Levensloop
Lapworth werd geboren in wat tegenwoordig Oxfordshire is. Hij volgde een opleiding tot leraar, en vertrok daarna naar de Southern Uplands van Schotland om daar als schoolmeester in Galashiels te gaan werken. In Schotland raakte hij geïnteresseerd in de geologie van de omgeving en begon deze in kaart te brengen. Hij was een autodidact op dat terrein, maar wist grote delen van de Southern Uplands geologisch te karteren. Door jaren van nauwkeurig onderzoek en gebruik makend van gidsfossielen (de in die tijd daarvoor als onbruikbaar beschouwde graptolieten) kwam hij tot de conclusie, dat wat altijd als een dik pakket Silurische gesteenten werd beschouwd in feite een veel dunnere, door plooiing en overschuivingen verdubbelde opeenvolging was. Zijn werk (voor het eerst gepubliceerd in 1878) genoot langzaam maar zeker meer bekendheid, en hij groeide uit tot een van de belangrijkste geologen van Groot-Brittannië.
In 1881 verliet hij Schotland om hoogleraar geologie te worden aan het Mason College in Birmingham. In 1900 kreeg dit, onder andere dankzij de inspanning van Lapworth, de status van universiteit. Lapworth bleef er tot zijn pensioen in 1913 werken.
Hij keerde terug naar Schotland, dit keer naar de Hooglanden, omdat er nog veel onduidelijk was over de complexe geologie van dit gebied. Met het onderzoek van Albert Heim in de Alpen in het achterhoofd wist Lapworth de meeste onduidelijkheden op te lossen door aan te nemen dat er ook hier sprake was van verdubbeling door overschuivingen, zij het op een grotere schaal (zogenaamde dekbladen).
In 1879 stelde Lapworth voor een deel van de Paleozoïsche stratigrafie voortaan Ordovicium te noemen, waarmee hij een langdurende controverse beëindigde.

## Onderscheidingen
Lapworth was vanaf 1872 lid van de Geological Society. In 1891 ontving hij de Gold Medal van de Royal Society. In 1899 werd hij door de Geological Society onderscheiden met de Wollaston medaille. Hij kreeg een eredoctoraat van de universiteit van Glasgow.
- Gemeinsame Normdatei: 172235723
- International Standard Name Identifier: 0000 0003 7018 2631
- SNAC: w6z89h6k
- Virtual International Authority File: 241621358